# Медведчук, Виктор Владимирович
Ви́ктор Влади́мирович Медведчу́к (укр. Віктор Володимирович Медведчук; род. 7 августа 1954, Почет, Красноярский край) — пророссийский украинский общественный, государственный и политический деятель, обменянный в 2022 году на пленных командиров полка Азов и лишённый украинского гражданства. Бывший Народный депутат Украины. Глава политсовета партии «Оппозиционная платформа — За жизнь» (2018—2022). Лидер общественного движения «Украинский выбор».
Представитель Украины в Трёхсторонней контактной группе (2014—2018, 2018—2019). Глава Администрации президента Украины в 2002—2005 годах, первый вице-спикер Верховной рады Украины в 2000—2001 годах, вице-спикер Верховной рады Украины в 1998—2000 годах, народный депутат Украины II, III, IV, IX созывов.
Член Высшего совета юстиции Украины (1998—2004, 2007 и с ноября 2008 года). Член СНБО Украины (2002—2005). Доктор юридических наук (1997), профессор (2001). Член-корреспондент Академии экологических наук Украины, член Академии экономических наук Украины (1998), член Международной славянской академии (1998), академик Национальной академии правовых наук Украины (2001—2023). Заслуженный юрист Украины (1992).
Часто обвиняется в лоббировании российских интересов. 12 апреля 2022 года был задержан СБУ. 21 сентября 2022 года в рамках обмена военнопленными Медведчука передали российской стороне в обмен на бойцов полка «Азов».
10 января 2023 года был лишён гражданства Украины Владимиром Зеленским. 13 января 2023 года Верховная Рада, конституционным большинством лишила мандата Медведчука.
За распространение российских пропагандистских нарративов в ходе российского вторжения на Украину и подрыв демократических институтов Украины, находится под санкциями стран Евросоюза, США, Великобритании, Украины и Канады.

## Родители
Отец — Владимир Нестерович Медведчук, родился 5 августа 1918 года в селе Корнин. Мать — Фаина Григорьевна Гулько, родилась 16 октября 1925 года в селе Борщаговка.
Из-за последствий перенесённого в детстве туберкулёза позвоночника и костей Владимир Медведчук был признан негодным к военной службе. Начал работать с 15 лет: был делопроизводителем в местной управе, но недолго, потому что уже через год вынужденно покинул пост из-за болезни — заболел туберкулёзом костей (правой пяточной кости и тазобедренного сустава) и поехал на лечение в Киевский ортопедический институт. Почти четыре года понадобилось Медведчуку, чтобы вернуться к активной деятельности: только в 1938-м он смог восстановиться в райуправе (правда, уже как счетовод).
14 июля 1941 Корнин оккупировали немцы. В декабре Владимир Медведчук добровольно пришёл к тогдашнему главе Корнинской райуправы Дятлу с просьбой взять его на работу. Ему отказали. Во второй раз он попытался устроиться сюда в марте 1942-го. На этот раз глава районной управы Дмитрий Грабарь взял Медведчука на должность статистика земотдела. В этой роли Владимир пробыл до осени, после чего, как счетовод, перевёлся в финотдел и проработал там, по его словам, до момента, когда Корнин оставили немецкие войска — то есть до 5 ноября 1943 года. Так же, по данным одного из свидетелей по уголовному делу (Валентина Превара), работал две недели писарем в трудовом отделе формировавшем списки остарбайтеров. Превар, по словам Медведчука, в апреле 1942 года привлёк его к Организации украинских националистов: сначала давал тайно читать тематическую литературу, а затем предложил самому приобщиться к ОУН.
В 1944 году советская военная прокуратура выдвинула против Владимира Медведчука обвинения по статьям Уголовного кодекса РСФСР 58/2, 58/10, часть 2, 58/11. Владимиру Медведчуку инкриминировали три статьи: вооружённое восстание, антисоветскую пропаганду и агитацию и участие в контрреволюционной организации.
Как гласит обвинительное заключение, в апреле 1942 года он «вступил в контрреволюционную Организацию украинских националистов, являлся старшим тройки» (том первый материалов дела, страницы 201, 208—210).
В апреле 1944 года военный трибунал 1-й танковой армии по делу № 0017 признал Медведчука Владимира Нестеровича, 1918 года рождения, виновным в работе на ОУН и «за участие в контрреволюционной националистической деятельности» приговорил к 8 годам заключения и 4 годам поражения в правах, без конфискации имущества.
В 1990-е годы военная прокуратура пересмотрела дело В. Н. Медведчука и приняла решение о его реабилитации, о чём свидетельствует справка за подписью врио начальника отдела военной прокуратуры Центрального региона Украины А. И. Амонса. «В соответствии со статьёй 1 Закона Украины от 17 апреля 1991 года „О реабилитации жертв политических репрессий на Украине“, Медведчук Владимир Нестерович реабилитирован», — гласит справка, выданная 17 июля 1995 года.

## Биография
Виктор Владимирович Медведчук родился 7 августа 1954 года в посёлке Почет. В середине 1960-х годов семья Медведчуков вернулась из ссылки в село Корнин Житомирской области. Впоследствии родители приобрели небольшой деревянный дом в городке Боровая Фастовского района Киевской области, куда и переехала семья. В этом посёлке Виктор Медведчук окончил восьмилетку, а затем продолжил обучение в средней школе.
В 1971 году Виктор Медведчук окончил среднюю школу в Боровой. Попытался поступить в Высшую школу милиции, но не был принят из-за недостатков биографии отца.
Трудовую деятельность Виктор Медведчук начал 22 ноября 1971 сортировщиком 2-го класса цеха экспедиции периодических изданий Киевского прижелезнодорожного почтамта. С начала 1972 года одновременно стал «внештатным работником милиции» на станции Мотовиловка.
С 1972 по 1978 год учился на юридическом факультете Киевского государственного университета имени Тараса Шевченко. Во время учёбы на юридическом факультете — один из руководителей комсомольского оперативного отряда добровольной народной дружины.
В 1973 году с двумя соратниками по добровольной народной дружине был обвинён в нанесении телесных повреждений несовершеннолетнему Кричаку и приговором народного суда Ленинского района города Киева в апреле 1974 года приговорён к лишению свободы сроком до двух лет. Но в июне того же года судебная коллегия по уголовным делам Киевского горсуда отменила приговор, отправив дело на доследование. В ноябре 1974 года уголовное дело в отношении Медведчука и его «сообщников» было прекращено, а сам он был не только оправдан, но и восстановлен в вузе, откуда его исключили по представлению и. о. декана юрфака.
В 1978—1989 годах — адвокат Киевской городской коллегии адвокатов. С января 1989 по 1991 год — заведующий юридической консультацией Шевченковского района Киева, где в его подчинении были 40 юристов. В 1990 году и до 2006 года был председателем Союза адвокатов Украины и входил в состав правления союза адвокатов СССР.

### Участие в политических процессах против диссидентов
В 1979 году был адвокатом репрессированного поэта Юрия Литвина, а в начале 1980-х — поэта Василия Стуса. В последнем слове на суде Юрий Литвин 17 декабря 1979 года так охарактеризовал работу Медведчука в качестве адвоката: «Пассивность моего адвоката Медведчука в защите обусловлена не его профессиональным профанством, а теми указаниями, которые он получил сверху, и подчинённостью: он не смеет раскрывать механизм осуществлённой против меня провокации». Оба подзащитных Виктора Медведчука получили обвинительные приговоры и умерли в тюремном заключении.
В 1980 году адвокат по назначению на процессе Василя Стуса. По свидетельству близких к Василю Стусу людей (его жены и друга Евгения Сверстюка) Стус отказался от назначенного ему адвокатом Медведчука, так как «сразу почувствовал, что Медведчук является человеком комсомольского агрессивного типа, он его не защищает, не хочет его понимать и, собственно, не интересуется его делом». Тем не менее, Медведчук остался в деле вопреки протестам подзащитного, нарушив тем самым основы адвокатской этики. «Хроника текущих событий» так пересказывала выступление Медведчука на процессе Стуса:
«Адвокат в своей речи сказал, что все преступления Стуса заслуживают наказания, но он просит обратить внимание на то, что Стус, работая в 1979—1980 гг. на предприятиях Киева, выполнял норму; кроме того, он перенёс тяжёлую операцию желудка». По оценке украинских юристов Романа Титикало и Ильи Котина, «Признавая в суде вину своего подзащитного Стуса (при отрицании вины самим подзащитным), адвокат Медведчук нарушил свой профессиональный долг, фактически отказался от защиты Стуса, чем грубо нарушил право последнего на защиту в суде». В 1985 году адвокат на процессе поэта Миколы Кунцевича. По воспоминаниям Кунцевича, Медведчук «лил на него больше грязи, чем прокурор». После того, как Медведчук попросил суд оставить без удовлетворения одно из ходатайств Кунцевича, тот заявил ему отвод и повторял отвод несколько раз, но всякий раз суд оставлял это без удовлетворения. В последнем слове Медведчук заявил: «Я полностью согласен с товарищем прокурором при определении меры наказания. Но, по непонятным для меня причинам, товарищ прокурор забыл о том, что подсудимый ещё не отбыл один год и девять месяцев с предыдущего срока. Считаю, что необходимо добавить этот срок к новому наказанию». Это ходатайство было удовлетворено судом.

### 1990-е годы
Виктор Медведчук любит: себя, дочь, футбол, властвовать, работать дома по ночам, таскать железо в спортзале, отдыхать на Кипре и в Монте-Карло, танцевать в паре, делать дорогие подарки, Кравчука, пунктуальность, ананасы, строго придерживаться плана, богатые и стильные интерьеры, светлые тона в одежде, правильно выстроенные фразы, крепкое словцо, розы.
Виктор Медведчук не любит: проигрывать, критику, Ющенко, советы посторонних, попадать в неловкие ситуации, импровизировать, забывать обиды, необязательность, слабаков.
С начала 1990-х считался членом неформального объединения Киевская семёрка (в которую также входили Валентин Згурский, Богдан Губский, Юрий Карпенко, Юрий Лях, Григорий и Игорь Суркисы), которую связывали с президентами Леонидом Кравчуком и Леонидом Кучмой (изначально негативно отзывавшемся о «монопольках, которые при мизерных уставных фондах умудрились оперировать миллиардами долларов»). Значился основателем Украинского кредитного банка, АО «Футбольный клуб» Динамо-Киев, «Международной адвокатской компании Би. Ай. ЭМ» , BIM расшифровывается как Ben Israel Medvedchuk (с 1991 по 1997 год был её президентом), Украинского промышленно-финансового концерна «Славутич», а также членом-корреспондентом Академии экономических наук Украины и союза журналистов Украины.
19 августа 1991 года выступил против ГКЧП.
С марта 1994 года — председатель Высшей квалификационной комиссии адвокатуры Украины при Кабинете министров Украины. В декабре стал участником Координационного комитета по борьбе с организованной преступностью и коррупцией при президенте. В последующем являлся членом ещё нескольких структур, созданных при главе государства — в частности, совета работодателей и товаропроизводителей, координационного совета по вопросам судебно-правовой реформы. В 1997 году стал внештатным советником президента Украины.
Кандидатская диссертация на тему «Конституционный процесс на Украине: организация государственной власти и местного самоуправления» (Украинская академия внутренних дел, 1996). Докторская диссертация на тему «Современная украинская национальная идея и актуальные вопросы создания государства» (Национальная академия внутренних дел Украины, 1997).
Виктор Владимирович — абсолютно системный человек. Он выкладывает свою жизнь и карьеру из кубиков столь же методично и целеустремлённо, как Кай во дворце Снежной Королевы подбирал геометрически правильные льдинки для своих узоров.
В январе 1995 года на первом съезде вошёл в правление центрального совета партии СДПУ (о). По официальной биографии Медведчук получил партбилет ещё в 1994 году, однако в том году был делегатом двух съездов Партии прав человека (позже вошла в состав СДПУ (о)) и указывал отсутствие партийной принадлежности в документах для ЦИК. На съезде 1996 года становится заместителем главы СДПУ (о).
С апреля 1997 по март 1998 года — народный депутат Верховной рады Украины второго созыва (баллотировался по Иршавскому избирательному округу Закарпатской области на дополнительных выборах). С марта 1998 по апрель 2002 года — народный депутат Верховной рады Украины третьего созыва (баллотировался от того же округа, шёл также и в партийном списке СДПУ(о)). В октябре 1998 года был избран лидером партии, которая на тот момент имела 23 депутата в парламенте.
В 1998—2000 годах — заместитель председателя Верховной рады Украины. Считался одним из создателей пропрезидентского большинства, сам процесс впоследствии был прозван бархатной революцией.
Во время президентских выборов на Украине 1999 года вместе с Григорием Суркисом возглавлял один из избирательных штабов Леонида Кучмы. Сама СДПУ (о) первой из политических сил поддержала на «второй срок» действующего президента.

### 2000-е годы
В 2000—2001 годах — первый заместитель председателя Верховной рады Украины, отставка стала итогом ситуативного союза недовольных его персоной правых и левых парламентариев. Документ с депутатскими подписями за это решение находились в сейфе нардепа Петра Порошенко.
В апреле—июне 2002 года — народный депутат Верховной рады Украины IV созыва (на выборах шёл первым в списке от СДПУ(о)).
С июня 2002 по январь 2005 года — глава Администрации президента Украины. В это время закрепился его образ как «серого кардинала» Кучмы, также известного внедрением в подконтрольные власти СМИ темников. Наблюдатели отмечали увеличение его политического веса к концу второго президентского срока Л. Д. Кучмы. Являлся одним из инициаторов и разработчиков политреформы перехода Украины к парламентско-президентской форме правления.
Юрий Луценко, министр внутренних дел после Оранжевой революции, в ноябре 2005 года заявил, что ответственность за фальсификации на выборах-2004 в пользу провластного кандидата Януковича лежит на главе администрации президента Викторе Медведчуке.

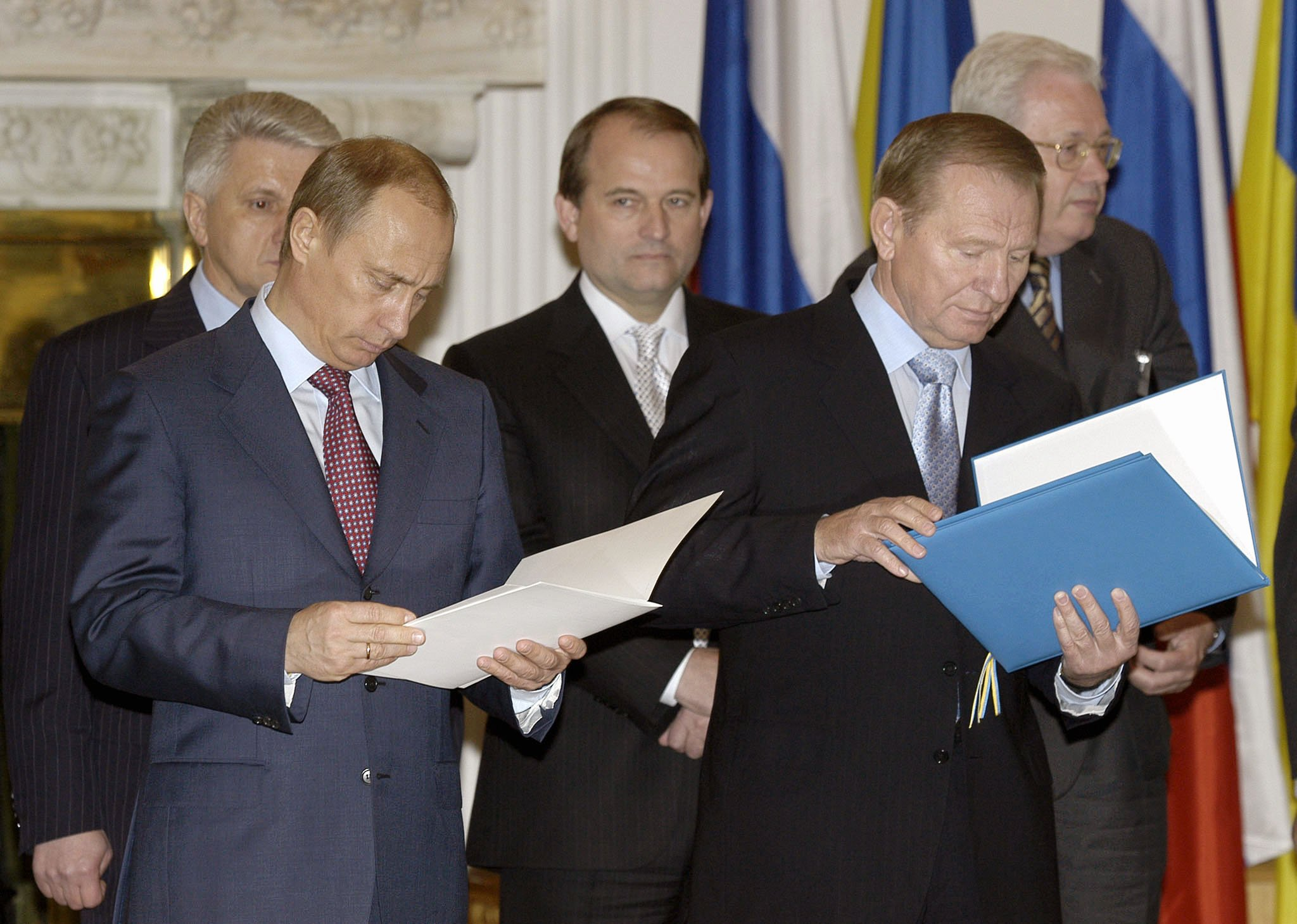
C президентами России и Украины во время обмена грамотами о ратификации Договоров о российско-украинской государственной границе и о сотрудничестве в использовании Азовского моря и Керченского пролива. 23 апреля 2004 года

В 2002—2005 годах — председатель Комиссии по государственным наградам и геральдике, в 2003—2005 годах председатель Координационного совета по вопросам государственной службы при президенте Украины.
18 июля 2003 года женился на Оксане Марченко, свидетелем был Григорий Суркис. Обряд венчания в Форосской церкви (Крым) совершил Митрополит Владимир, вместе с которым в церемонии участвовали настоятель Киево-Печерской лавры владыка Павел, архиепископ Крымский и Симферопольский Лазарь, настоятельница Зимненского монастыря игуменья Стефана (Бандура). Праздновали на государственной даче «Заря» (Форос). На свадьбе присутствовали Леонид Кучма, Виктор Янукович и Михаил Касьянов с супругами, Ринат Ахметов, Виктор Пинчук, младший брат Медведчука Сергей, Сергей Тигипко и другие. Поздравительные телеграммы присылали Александр Квасьневский и Владимир Воронин.
В 2004 году в Казанском соборе Санкт-Петербурга его дочь Дарью крестили Президент Российской Федерации В. В. Путин и жена руководителя Администрации Президента Российской Федерации Д. А. Медведева Светлана Владимировна.
В 2005 году заявил, что не будет баллотироваться на следующих президентских выборах на Украине. В марте 2006 года — кандидат в народные депутаты от оппозиционного блока «Не так!» (шёл третьим в списке), политическая сила набрала 1,01 % голосов и не преодолела избирательного порога, но ряд его соратников вошли в парламент от «Партии регионов» (Нестор Шуфрич и Михаил Папиев). После этого Медведчук написал заявление об отставке (не было принято из-за несостоявшегося съезда), а СДПУ (о) фактически приостановила деятельность, снова позволив ряду партийцев войти в списки «Партии регионов» (с которой у Виктора Медведчука были совместные проекты в юриспруденции и кадры, отношения существенно улучшились по сравнению с 2005 годом).
По версии украинского журнала «Фокус», состояние Медведчука на 2008 год оценивалось в 460 миллионов долларов.
В марте 2009 года лидер СДПУ(о) Юрий Загородний заявил, что кандидатурой социал-демократов Украины на будущих президентских выборах будет Медведчук. Однако в апреле один из авторитетных членов СДПУ(о) Леонид Кравчук в своём интервью отметил, что, по его мнению, Медведчук не будет выдвигать свою кандидатуру, так как «СДПУ(о) не сможет обеспечить условий для поддержки своего выдвиженца». Тогда же Кравчук рассказал, что Медведчук «помогает БЮТ работать над проектом изменений в Конституцию», и что «главная его (проекта Конституции) идея — наличие в стране одного центра власти. Управлять всем должен президент или премьер, потому что пока они управляют вместе, порядка в стране не будет. Думаю, что этим центром станут парламентская коалиция и правительство».
В юбилейном 100-м номере журнала «Главред» сенсацией номера стало эссе о Медведчуке, написанное лично Владимиром Путиным.

## 2010-е и 2020-е годы
После начала войны в Донбассе несколько приостановил политическую деятельность, а по возвращении в политику в 2018 был судим за госизмену. Во время российского вторжения сбежал из-под домашнего ареста, но позже был пойман

### Украинский выбор, переговорщик (2012—2018)
Виктор Медведчук был инициатором создания организации «Украинский выбор» в апреле 2012 года, отметившейся борьбой против европейского курса (из-за чего даже критиковала избравшегося президентом в 2010 году от «Партии регионов» Виктора Януковича) в пользу вступления в Таможенный союз. Отмечалось, что в 2000-х годах Медведчук придерживался прямо противоположных взглядов: называл ориентиром для Украины Европу и выступал за её вступление в ЕС, а его однопартийцы по СДПУ голосовали за европофильские законопроекты. Организация также отметилась довольно активной рекламной кампанией по всей Украине.

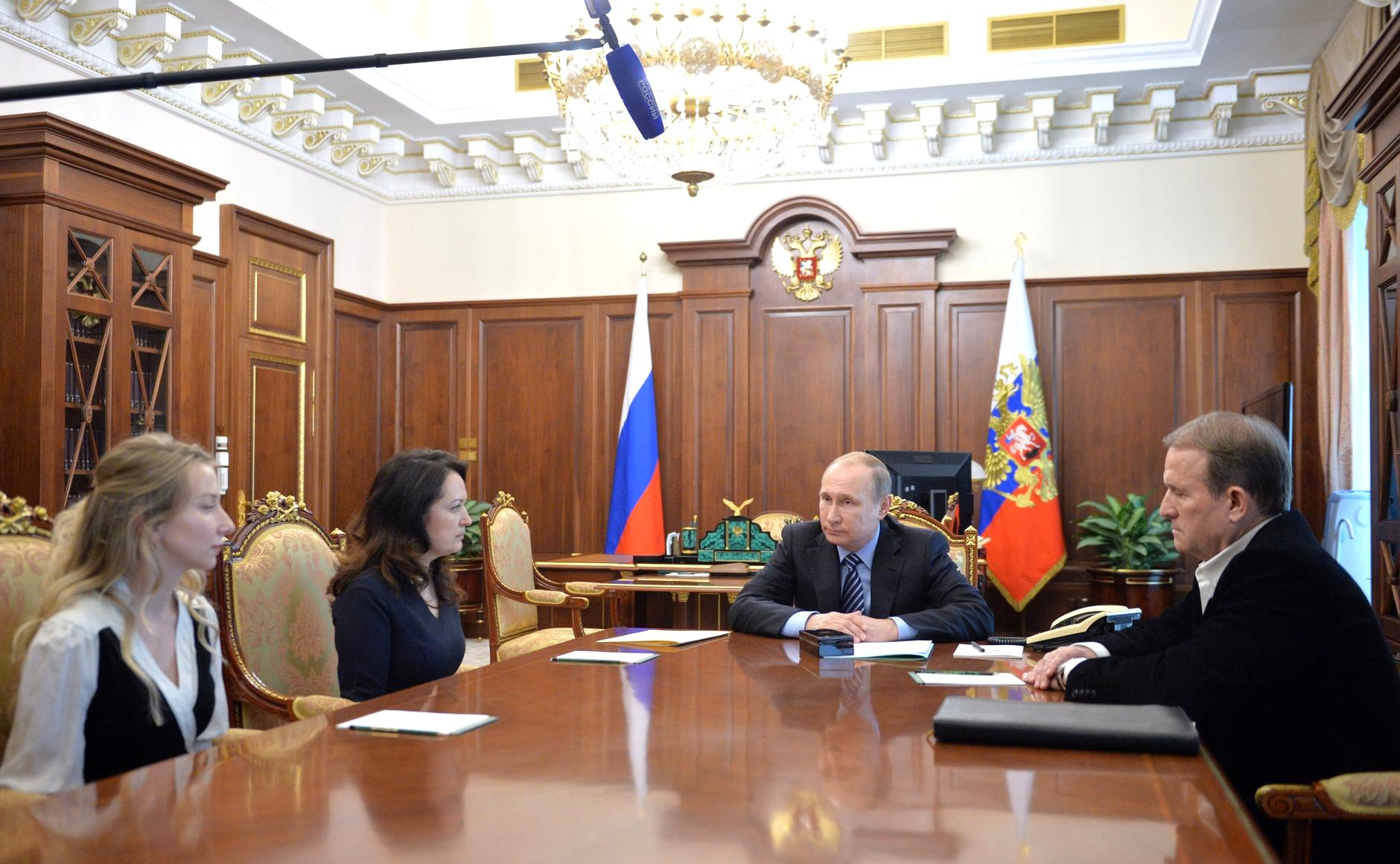
На встрече Президента России Владимира Путина с родственниками погибших на Украине журналистов Игоря Корнелюка и Антона Волошина. 25 мая 2016 года

Во время Евромайдана с ноября 2013 по февраль 2014 года президент Виктор Янукович 54 раза звонил Медведчуку, что давало повод считать последнего коммуникатором с РФ. 18 февраля 2014 года, когда в Киеве начались ожесточённые столкновения, Медведчук уехал из Киева в свою резиденцию в Закарпатье, откуда улетел в Крым и откуда звонил Януковичу. Вечером 26 февраля — на следующий день на полуострове появились «вежливые люди» — вместе с семьёй улетел из Крыма в Швейцарию.
В июне 2014 года Медведчук выступил посредником предварительных переговоров между ОБСЕ, официальными властями Украины и самопровозглашёнными ЛНР и ДНР. По словам Нестора Шуфрича, Медведчук был приглашён по инициативе украинских властей как имеющий контакты с Москвой, исполнявший тогда обязанности президента Александр Турчинов это отрицал. Цель переговоров — урегулирование политического кризиса и обмена пленными. Член подгруппы по гуманитарным вопросам в рамках трёхсторонней контактной группы по урегулированию ситуации на востоке Украины. С 2014 года координировал обмен пленными и вопрос помилования и возвращения на Украину военнослужащих ВСУ из самопровозглашённых республик ДНР и ЛНР. Осенью 2014 года был официально устроен в качестве посредника — через назначение специальным представителем Украины по вопросам гуманитарного характера в рамках трёхсторонней контактной группы. Сначала процесс обмена пленными стал успешнее, но позднее представители ДНР и ЛНР в обмен на освобождение украинцев стали выдвигать требования политического характера. В ноябре 2017 года инициировал обмен пленными между Украиной и Донецкой и Луганской народными республиками по формуле «всех на всех».
На парламентских выборах 2014 года в списки Оппозиционного блока, ставшего одним из наследников «Партии регионов», контроль над которым делился между Ринатом Ахметовым и группой Фирташа-Лёвочкина в пропорции 50/50, Виктор Медведчук пытался завести членов «Украинского выбора». По итогам голосования нардепами оказались четверо соратников политика: Тарас Козак, Василий Нимченко, Игорь Шурма и Нестор Шуфрич. Впоследствии Шуфрич утверждал, что Медведчук отказался от места в первой десятке списка из-за позиции политтехнолога Пола Манафорта.
В этот период, несмотря на запрет прямого авиасообщения между Украиной и Россией, Виктор Медведчук с помощью спецборта неоднократно совершал авиаперелёты между Киевом и Москвой. Также его подозревали в попытках выстроить сеть общественных объединений на региональных уровнях: на организованных форумах создавались народные громады, выступающие за спецстатус регионов. Данными эпизодами заинтересовалось СБУ, проводившее досудебные расследования.
Присутствие политика в этот период было замечено и в украинской экономике. Издание «Новое время» и депутат Сергей Лещенко считали его истинным владельцем компании «Протон Энерджи» и связанных с нею фирм «Глуско» и «Креатив Трейдинг», которые благодаря СБУ стали единственным покупателем и реализатором сжиженного газа у Роснефти (чья доля оценивалась в 40 % рынка). Медведчук отрицал свою связь с этим бизнесом и подал против депутата пять судебных исков.

### Возвращение в украинскую политику (2018—2022)
Как ни крути, а страна уже не та, что четырьмя годами раньше. И не всякий справедливо недовольный этой властью или давний любитель русской литературы либо искренний сторонник мира в Донбассе проголосует за силу, где публично присутствует он. Тот, кто не то что не стесняется своей близости с Кремлём, а кичится ею.
Словно не было аннексии Крыма. Российского телевидения, «распинающего мальчиков». Замученного Рыбака. Гиркина и «заблудившихся» десантников. Издевательств над пленёнными в Иловайске и ДАПе бойцами. «Парада» в Донецке. Голодающих Сенцова и Балуха. Похоронок…
В конце июля 2018 года Виктор Медведчук согласился вступить в партию «За жизнь», созданную народными депутатами-выходцами от Оппозиционного блока и бывшими владельцами телеканала NewsOne Вадимом Рабиновичем и Евгением Мураевым, куда в 2017 году вступил Нестор Шуфрич (покинувший фракцию «Оппозиционного блока»). Процесс произошёл весьма своеобразно: за пять дней до этого в спецэфире своего бывшего телеканала Рабинович организовал голосование телезрителей для выбора будущих членов партии, по итогу которого Медведчук победил в категории «Восстановление мира в Донбассе и возобновление отношений с Россией и странами СНГ» и стал итоговым победителем (победившие в других номинациях бывший глава СБУ Валентин Наливайченко и антикоррупционный активист Виталий Шабунин от сотрудничества с данной политической силой отказались). Произошедшее вызывало публичное недовольство числившегося председателем политсовета Евгения Мураева, который 21 сентября покинул партию и увёл с собой ряд активистов для создания партии «НАШИ». В сентябре начались переговоры об объединении «За життя» с «Оппозиционным блоком», в которых первую силу представляли Медведчук и Рабинович. Сам процесс шёл неоднозначно: на публичную поддержку инициативы со стороны Рабиновича и Лёвочкина возникло противодействие со стороны представителей Рината Ахметова, по итогу которого решение о возможном союзе было возложено на будущий партийный съезд. Также, по данным ряда украинских СМИ, сам процесс объединения был инициирован и непублично поддерживался руководством России с января 2017 года ради получения в будущем созыве Верховной рады лояльного большинства для давления на будущего украинского президента и воспрепятствования проевропейской политики.
Из-за возникшей в скором медиаактивности начали возникать предположения о возвращении Виктора Медведчука в украинскую публичную политику. Существовали разные версии происходящего: от желания легализоваться в украинской политике до участия в грядущих через год парламентских выборах (вариант с участием в президентских выборах исключался журналистами и политтехнологами из-за низкого рейтинга).
К тому моменту также начало увеличиваться медиаприсутствие политика: к публиковавшим любое его заявление по поводу и без изданиям «Корреспондент.net» и «Страна.ua» с мая 2018 года прибавился телеканал 112 Украина (где позже появилось целое шоу «Кандидат» во главе с Рабиновичем и Шуфричем, посвящённое кастингу в партийный список «За життя»). Согласно мониторингу Института массовой информации за июль 2018 года, Виктор Медведчук вместе с УПЦ МП был лидером по числу журналистских материалов с признаками джинсы. В августе 2018 года журналисты проекта «Схемы» посвятили расследование новому владельцу 112 — розничному продавцу поддержанных машин из Германии украинского происхождения, в ходе которого выявили многоаспектную связь нового генпродюсера с Виктором Медведчуком (членство в «Украинском выборе», выдвижение на местных выборах 2015 года от аффилированной партии «Право народа», работа в возглавляемой политиком Федерации боевого самбо, руководство фирмой-владельцем машин охраны Медведчука). Виктор Медведчук стал первым героем программы «Большое интервью с большим политиком» на данном телеканале, интервьюером выступил его новый главред Павел Кужеев. Интервью прошло в удобном для гостя формате, в котором политик продублировал или выразил ряд пророссийских тезисов касательно Олега Сенцова, будущего статуса ОРДЛО, отношениях с Россией, влиянии США в Украине и т. д. В октябре 2018 года за 42 млн гривен владельцем корпоративных прав на NewsOne стал депутат от «Оппозиционного блока», член «Украинского выбора» и бизнес-партнёр Виктора Медведчука Тарас Козак, где ранее в качестве гостей начали появляться представители Украинского института анализа и менеджмента (Кирилл Молчанов, Николай Спиридонов, Владислав Дзивидзинский, Владимир Воля, Валентин Гайдай и др.), деятельность которого также связывали с Медведчуком (в институте отрицают какую-либо аффилированность с ним). Согласно расследовательскому проекту «Bihus. Info», за неделю до смены руководства телеканала офис Медведчука посещали ряд высокопоставленных чиновников времён президентства Януковича: Андрей Портнов, Сергей Лёвочкин, Борис Колесников и Юрий Бойко. В декабре 2018 года Тарас Козак за 73 млн гривен приобрёл телеканал «112 Украина». После принятия Верховной Радой санкций против телеканал «112 Украина» и NewsOne, на их защиту под руководством соратников Медведчука выступили 46 депутатов из «Оппозиционного блока» и парламентских групп «Возрождения» и «Воля народа». Как отмечала журналист «Нового времени» Кристина Бердинских, смена собственников этих телеканалов напоминало попытку реванша старых пророссийских политических элит и одновременно могло быть выгодно действующему президенту Петру Порошенко (его политические оппоненты могли быть поставлены перед дилеммой: походы на эфиры или репутационные потери).

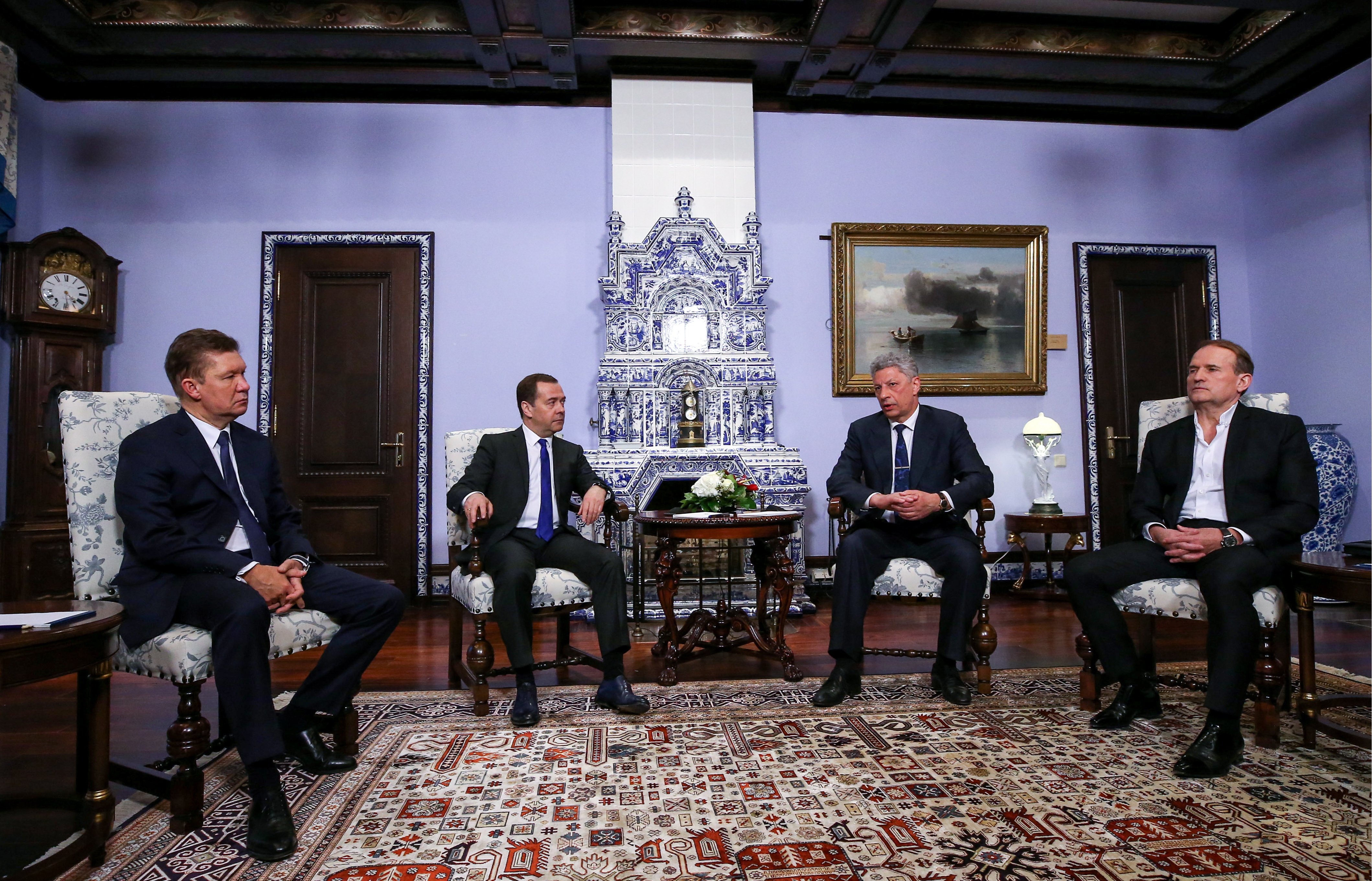
Встреча Юрия Бойко и Виктора Медведчука с Председателем Правительства РФ Дмитрием Медведевым и председателем ПАО «Газпром» Алексеем Миллером. Россия, 22 марта 2019 года

Помимо этого, в медиа активно освещались скандал вокруг фильма «Стус» (чьи создатели изначально отказались, но позже решились отобразить в картине судебный процесс над поэтом и роль в нём Медведчука, чьи адвокаты начали угрожать запретом фильма через суд в случае отображения «неправды») и участия его супруги Оксаны Марченко в телешоу «Танцы со звёздами» на 1+1 (вызвавшем протесты журналистов ТСН из-за позиции её супруга касательно Крыма и Донбасса и отсутствия публично озвученного её собственного мнения по этому вопросу). В сентябре 2018 года интерес к Марченко возник по другому поводу: расследование «Схем» обнаружило победу её компании в конкурсе на освоение одного из трёх крупнейших нефтяных месторождений Ханты-Мансийского автономного округа в России, что выглядело весьма двусмысленно: после аннексии Крыма и войны в Донбассе Украина признала Россию страной-агрессором. В дальнейшем Медведчук признался, что компания была оформлена на супругу для обхода введённых против него санкций.
На выборах президента Украины 2019 года поддержал кандидатуру Юрия Бойко.
На парламентских выборах был избран народным депутатом от ОПЗЖ (третье место в избирательном списке).
В декабре 2019 года в Санкт-Петербурге встретился с руководителями стран ЕвразЭС. Предложил установить межпарламентский диалог между парламентами России, Украины, Франции и Германии. В феврале 2019 года украинская генпрокуратура возбудила дела о госизмене и сепаратизме против Виктора Медведчука из-за его встречи с руководством РФ.
Согласно налоговой декларации Виктора Медведчука за 2019 год, он являлся бизнес-партнёром украинского предпринимателя Игоря Коломойского в ряде сфер: энергетика (Львовоблэнерго, Прикарпатьеоблэнерго, Запорожьеоблэнерго), металлургия (Днепроспецсталь и Запорожский завод ферросплавов) и логистика (комплекс в Одессе). Кроме того, Медведчук работает вместе с двумя близкими к белорусским властям бизнесменами Алексеем Олексиным и Николаем Воробьём. Имеет он интересы и в импорте в Украину белорусских нефтепродуктов.
17 июня 2020 года офис генерального прокурора возбудил уголовное дело по статье 111 «Государственная измена» Уголовного кодекса из-за поездки представителей «Оппозиционной платформы — за жизнь» в Москву на встречу с руководством РФ. Решение было принято на выполнение постановления Печерского районного суда города Киев, который удовлетворил жалобу народного депутата от «Голоса» Соломии Бобровской.
11 мая 2021 года в отношении Тараса Козака и Виктора Медведчука было возбуждено дело о государственной измене. В октябре Медведчуку было предъявлено обвинение в государственной измене и содействии деятельности террористических организаций, его подозревали в реализации «преступной схемы поставок угольной продукции» из ДНР и ЛНР с конца 2014 года по начало 2015 года и отчётах о ней перед властями России.

### Вторжение России на Украину
По мнению политического соратника Медведчука Рената Кузьмина, в начале 2022 года суд продлил домашний арест по делу о поставках угля из Донбасса до десяти месяцев, хотя в соответствии с законом он не может превышать шести месяцев. Вечером 21 февраля Генпрокуратура Украины сообщила о том, что Медведчук сбежал из-под домашнего ареста (его жена к этому моменту уже покинула страну, Печерский суд дважды отказывал надеть на Медведчука электронный браслет). Однако по утверждениям адвоката Ларисы Чередниченко «Виктор Медведчук был эвакуирован в безопасное место в Киев». 26 февраля Офис генпрокурора обратился в полицию с просьбой проверить наличие Медведчука дома, где его уже не было. 4 марта судья Лычаковского районного суда Львова Сергей Гирич на закрытом судебном заседании дал разрешение на задержание Виктора Медведчука, который был объявлен в розыск 2 марта. Поиском Медведчука занималась специальная группа, в которую входят сотрудники СБУ и Офиса генпрокурора. 8 марта вместо Медведчука временным председателем политсовета ОПЗЖ стал Бойко.
16 марта на всё его имущество наложен арест. 18 марта Медведчук заочно арестован судом и объявлен в международный розыск. В апреле в Хорватии была задержана его яхта «Royal Romance» стоимостью 200 млн долларов. В январе 2024 года суд принял решение продать яхту на открытых торгах, а вырученные средства будут переданы Украине.
12 апреля 2022 года задержан Службой безопасности Украины, о чём президент Владимир Зеленский сообщил в своих соцсетях.
14 апреля 2022 года суд арестовал 154 объекта имущества Медведчука и его жены: 26 автомобилей, 30 земельных участков, 23 дома, 32 квартиры, 17 парковочных мест, моторную яхту и доли в уставных капиталах в 25 компаниях.
Жена Медведчука Оксана Марченко записала видеообращения с просьбой освободить мужа к Владимиру Зеленскому и Реджепу Тайипу Эрдогану, а затем выступила на пресс-конференции, где заявила о том, что власти Украины преследуют её супруга по политическим мотивам. Его побег из-под домашнего ареста, о котором говорил Киев, по словам Марченко, был сфабрикован СБУ. Также она заявила об уверенности, что Медведчука пытают.
23 мая СБУ сообщила о даче Медведчуком показаний против Петра Порошенко в контексте схемы вывода из государственной собственности части магистрального нефтепродуктопровода «Самара — Западное направление» для дальнейшей прокачки через него дизельного топлива.
21 сентября 2022 года Медведчука вместе с 55 российскими военнослужащими обменяли на 215 украинских военнослужащих (из которых 124 были офицерами), в том числе на 108 бойцов и руководителей полка «Азов» (командира Дениса Прокопенко «Редиса» и его заместителя Святослава Паламара «Калину»), а также иностранных граждан, приговорённых в ДНР к смертной казни за наёмничество. Сначала об обмене объявила украинская сторона, позже её подтвердило и российское военное ведомство. Представитель Кремля Дмитрий Песков комментировать обмен Медведчука на командиров полка «Азов» отказался. После обмена политик отправился в Россию. Для совершения обмена были внесены изменения в Уголовный-процессуальный кодекс Украины: гражданина страны процессуально приравняли к военнопленному.
10 января 2023 года был лишён гражданства Украины Владимиром Зеленским. 13 января 2023 года Верховная Рада, конституционным большинством лишила мандата Медведчука.
20 февраля 2023 года обратился в Верховный суд Украины с требованием вернуть ему и Козаку, Кузьмину и Андрею Деркачу гражданство. Также Медведчук пытается вернуть себе депутатский мандат, а заодно избавиться от экономических санкций, введённых СНБО ещё в 2021 году.
16 января 2023 года опубликовал статью «Украинский синдром. Анатомия современного военного противостояния» в российской газете «Известия», в которой обвинил коллективный Запад в происходящей войне и призвал учитывать интересы России.
В начале 2023 года создал движение «Другая Украина», в состав которого вошли действующие депутаты украинских городских советов от ОПЗЖ, регулярные спикеры запрещённых и уже закрытых телеканалов Медведчука и российских телеканалов, ряд обвинённых по тяжелым статьям. В конце июля в России зарегистрировал общественную организацию "Региональное общественное движение "За развитие гражданского общества «Другая Украина», главой исполкома организации стал журналист с телеканалов Медведчука Денис Жарких. Также «Другая Украина» заявила об интеллектуальной собственности на товарные знаки: «Настоящая Украина», «Голос второй Украины» и «Другая Украина».
9 июня 2023 года на общем собрании Национальной академии правовых наук единогласно было принято решение о лишении Медведчука статуса академика с формулировкой за государственную измену, антиукраинскую позицию и пособничество агрессору, которые причинили значительный вред НАПрН Украины.
В марте 2024 года Чехия ввела санкции против Медведчука, обвинив его на основе данных разведки в продвижении российского влияния в стране. По данным чешских властей, Медведчук использовал зарегистрированный в Чехии летом 2023 года новостной портал Voice of Europe, фактическим руководителем которого является его соратник и бывший генпродюсер «112 Украина» Артём Марчевский. Этот сайт использовался «для финансирования сотрудничества с журналистами во многих странах ЕС и скрытой поддержки отдельных кандидатов на выборах в европейский парламент» в обмен на продвижение последними внешнеполитических интересов России. По информации чешского издания Denik N и немецкого журнала Der Spiegel, сайт публиковал призывы политиков прекратить помощь Украине, а некоторым за это платили суммы, в отдельных случаях покрывающие расходы на их предвыборную кампанию. Выплаты получали политики из Венгрии, Польши, Франции, Бельгии, Нидерландов и партия «Альтернатива для Германии».
В данном в июне 2024 года интервью ТАСС призвал украинское правительство удовлетворить требования Путина, пригрозив в случае отказа оккупировать (дословно — «освободить») Одессу и другие города.

## Законотворческая деятельность
За время работы на протяжении 2-4 созывов в ВРУ народным депутатом Виктором Медведчуком было подготовлено и внесено на рассмотрение Верховной рады Украины ряд проектов законов и постановлений.
В частности:
- О внесении изменений и дополнений в Закон Украины «Об адвокатуре» (03.06.1997);
- О политической оппозиции в Верховной раде Украины (28.02.2000);
- О внесении изменений в Закон Украины «О высшем совете юстиции» (01.03.2000);
- О направлении в КСУ проекта Закона о внесении изменений в Конституцию Украины по результатам референдума (28.04.2000);
- О внесении изменений и дополнений в Декрет Кабинета министров Украины «О подоходном налоге с граждан» (18.06.2001);
- Проект Судебного кодекса Украины (24.04.2001)

В 2001 году Виктор Медведчук внёс на рассмотрение Верховной рады Украины законопроект «О государственном (финансовом) контроле за декларированием доходов лиц, уполномоченных на выполнение функций государства, и их расходами» Данный проект предусматривал механизм публичного контроля за доходами и расходами таких лиц с целью предупреждения коррупционных деяний. Документом предусматривалось декларирование не только доходов, а и долговых и кредитных обязательств, а также прав имущественного характера. В итоге законопроект не был принят.
С октября 2002 по январь 2005 года — Глава Администрации президента Украины, принимал участие в работе Комиссии по обработке законопроектов о внесении изменений в Конституцию Украины и избирательное законодательство.

## Санкции
17 марта 2014 года Медведчук внесён в санкционный список США «в связи с его участием во вторжении России в Крым в 2014 году» за «подрыв безопасности, территориальной целостности и демократических институтов Украины». По аналогичным основаниям попал под санкции Канады. 19 февраля 2021 года, после обвинения в финансировании терроризма, внесён вместе с супругой в санкционный список Украины как «близкий друг и кум Владимира Путина»
13 апреля 2022 года, на фоне вторжения России на Украину, попал под санкции Великобритании как «марионеточный лидер Кремля на Украине» и «крупный украинский олигарх, имеющий тесные связи с Путиным». Также под санкции Великобритании попала супруга Медведчука Оксана Марченко. 20 апреля 2023 года внесён в санкционный список Австралии как «председатель пророссийской политической организации „Украинский выбор“, пытавшейся подорвать демократические процессы в Украине».
28 марта 2024 года Чехия ввела санкции против Виктора Медведчука так как он «руководит операцией российского влияния в Чешской Республике из Российской Федерации» с целью «нарушения территориальной целостности, суверенитета и свободы Украины». Ранее Служба безопасности и информации раскрыла деятельность финансируемой Россией сети влияния в Чехии. По информации спецслужб и СМИ, связанный с Медведчуком сайт Voice of Europe, публиковал призывы политикам Европы прекратить помощь Украине, некоторым из них за это платили суммы покрывающие расходы на их предвыборные кампании в Европейский парламент. По данным Der Spiegel, деньги передавались наличными при личных встречах в Праге, либо с помощью криптовалюты. Финансирование получали политики из Германии, Бельгии, Франции, Венгрии, Нидерландов и Польши.
27 мая 2024 года Медведчук включён в санкционный список 27 стран Евросоюза за распространение пропагандистских нарративов направленных на оправдание российского вторжения на Украину, также под санкции попал связанный с ним портал «Voice of Europe».
22 ноября 2024 года лишён государственных наград указом Президента Украины Владимира Зеленского в соответствии с решением Совета национальной безопасности и обороны о лишении государственных наград лиц, названных в документе «предателями Украины».
12 февраля 2025 года Президент Украины Владимир Зеленский ввёл персональные санкции против Медведчука по причине «угроз государственной безопасности, территориальной целостности и суверенитету Украины». Данные санкции включают блокировку активов, запрет на проведение торговых операций, приостановку выполнения экономических и финансовых обязательств, невозможность вывода капитала с Украины, лишение госнаград и т. д..

## Критика
4 июля 2014 года секретарь Совета национальной безопасности и обороны Украины Андрей Парубий заявил, что В. Медведчук не может выступать посредником на переговорах с самопровозглашёнными республиками в связи с тем, что, по данным Парубия, В. Медведчук с 2012 года финансировал «создание экстремистских групп, ставших причиной конфликта в Донбассе». 7 ноября 2016 года Печерский районный суд Киева удовлетворил иск лидера движения «Украинский выбор — Право народа» Виктора Медведчука о защите чести и достоинства против нынешнего спикера Верховной рады Андрея Парубия и обязал Парубия собрать брифинг и извиниться перед Медведчуком. Парубий обжаловал данное решение в апелляционном порядке.

## Семья
Женат третьим браком с 2003 года на телеведущей Оксане Марченко. Первая жена — Марина Владимировна Лебедева, вторая — Наталия Георгиевна Гаврилюк (род. 1952).
Две дочери: Ирина (род. 1982, от второго брака, училась и жила в Швейцарии, 29 октября 2005 года вышла замуж за председателя правления ПАО «Россети» Андрея Рюмина) и Дарья (род. 20 мая 2004). Крёстным отцом Дарьи и, соответственно, кумом Медведчука является президент РФ Владимир Путин.
Два брата: Сергей Медведчук (25 марта 1959) и единоутробный брат Владимир Гулько (1946).

## Награды
- Орден князя Ярослава Мудрого V степени (7 августа 2004 года) — за выдающиеся личные заслуги в области государственного строительства, многолетнюю плодотворную общественно-политическую деятельность и по случаю 50-летия со дня рождения[131].
- Орден «За заслуги» I степени (2000 год)[132].
- Орден «За заслуги» ІІ степени (7 октября 1998 года) — за весомый личный вклад в осуществление законотворческой деятельности Верховной Рады Украины, высокий профессионализм[133].
- Почётный знак отличия президента Украины (22 августа 1996 года) — за выдающиеся достижения в труде, способствующие экономическому, научно-техническому и социально-культурному развитию Украины, укреплению её государственности и международного авторитета, и по случаю пятой годовщины независимости Украины[134].
- Заслуженный юрист Украины (1992 год)[132].
- Кавалер Большого креста ордена «За заслуги перед Итальянской Республикой» (Италия, 4 декабря 2002 года)[135].
- Орден Двойного белого креста ІІ степени (Словакия, 14 июня 2004 года)[136].

## Взгляды
- «Я считаю, что реабилитация воинов УПА не должна состояться. Никогда вояки УПА не должны быть приравнены к ветеранам. Так как это — разные вещи. Категорически против этого выступаю и буду выступать в будущем»[137].
- «Права украиноязычного населения уже защищены, так как украинский язык является государственным. Русскоязычное население надо защищать, так как в стране происходит дискриминация русского языка»[137].
- «Ни разу я как политик вступление в НАТО не поддерживал. Выступал за сотрудничество с НАТО и выступаю сегодня, но не за реальное обретение членства. Мы против вступления Украины в НАТО потому, что НАТО — это потеря части суверенитета. НАТО — это создание на территории Украины мишени для международного терроризма. НАТО — это исполнение задач альянса украинскими вооружёнными силами. Это — потеря огромных денег на приведение стандартов наших Вооружённых сил к стандартам НАТО»[137].
- «Евроинтеграционная лихорадка Киева, которую наши политики и чиновники почему-то гордо именуют „реформами“, привела к тому, что ряд отраслей вообще оказались на грани краха»[138].